# 下平凌也
下平 凌也（しもひら りょうや、1990年11月29日 - ）は、トップチャレンジリーグ豊田自動織機シャトルズに所属するラグビー選手。

## プロフィール
- 大阪府[東大阪市]出身[1]。
- ポジションはスクラムハーフ(SH)。
- 身長 173cm、体重 80kg
- ニックネームはしも。

## 略歴
2009年、常翔学園高校卒業後、同志社大学に入学する。なお常翔学園高校時代、高校日本代表に選ばれたことがある。
2012年、同志社大学ラグビー部の副将に就任した。
2013年、同志社大学卒業後、豊田自動織機シャトルズに加入。
2016年12月11日に行われたジャパンラグビートップリーグ第11節NTTコミュニケーションズシャイニングアークス戦にて途中出場で公式戦初出場を果たす。